# Tanja Suhinina
Tatjana "Tanja" Suhinina, (ryska: Татьяна Сухинина: Tatjana Suchinina), född 25 mars 1984 i Leningrad (numera Sankt Petersburg), är en sexolog, författare och legitimerad psykolog. Bland hennes böcker finns Phonephucker, Varför har man sex och Sex, dejting och ADHD.  
Suhinina uppträder särskilt i media och poddar i egenskap av sexolog och relationsexpert, speciellt inom området polyamori.
Suhinina har även varit aktiv som serieskapare.

## Biografi
Suhinina kom till Sverige som tolvåring. Hon beskriver sin bakgrund som baltryss och kubankossack.
Suhinina debuterade som serieskapare i manga-fanzinet Mangaka, med den satiriska serien Odåga X, följt av Mirakelflickan Mosesse. År 2005 inledde hon och Fredrik Stangel serieprojektet Studio Stanja.
Hon påbörjade 2007 studier på psykologlinjen på Stockholms universitet och tog 2011 examen som psykolog med KBT-inriktning.
Suhinina var fram till 2021 aktiv bloggare och skribent, framförallt inom ämnena relationer, politik, sexologi och psykologi. Hon är öppet polyamorös och diskuterar ofta relationer och sexualitet på ett normkritiskt sätt i media.

## Karriär
För att få tillräckligt med arbetslivserfarenhet inför sina psykologstudier, arbetade Suhinina i ett år som telefonsexförsäljare. Hon började blogga om erfarenheterna på bloggen PhonePhucker. Bloggen drevs först i anonym form, men Suhinina kopplade den sedan till sin identitet. År 2007 utgavs hennes debutbok, till stor del baserad på bloggen, under namnet Phonephucker. Boken illustrerades av seriekollegan Elin Jonsson. Boken rönte viss medial uppmärksamhet, exempelvis intervjuades Suhinina i SVT:s program Eftersnack.
Sedan 2018 driver Suhinina mottagningen Eros & Psyke, en psykologisk och sexologisk mottagning med fokus på relationer, sex och kommunikation.
2019 utgavs boken Släpp snubbar – en feministisk självhjälpsbok på Vulkan förlag. Boken handlar om att prioritera sådant som ger positiva effekter i ens liv, med särskilt fokus på hur kvinnor kan undvika att slentrianmässigt prioritera män. I samband med boken blev hon blev även intervjuad av DN, där hon pratade om hur man går vidare i livet som singel.
År 2021 utgavs på egna förlaget Suhinina & Söner AB boken Varför har man sex, en arbetsbok om drivkrafterna bakom ens sexualitet. 2022 kom Du med flera: en guide till polyamori, relationsanarki och annan flersamhet, den första svenska boken om polyamori. Även dessa rönte medial uppmärksamhet och Suhinina blev i samband med boksläppet intervjuad i TV4:s Nyhetsmorgon och Nordegren & Epstein i P1.
2025 utkom boken Sex, dejting och ADHD, författad av Suhinina med psykologen Rebecka Bratt och arbetsterapueten och sexologen Anna-Sofia Bengtsson. Boken riktar sig till personer med ADHD, deras partners och personer som möter dem i kliniskt arbete, och är utformad som en handbok för att hantera relationer och sexualitet. Idén kom från Suhinina, som fann att det saknades en svensk bok om dejting och ADHD. Boken tar exempelvis upp hur ADHD kan orsaka problem med känsloreglering och impulskontroll vid dejtingförsök, relationer och solo- eller partnersex, samt konkreta metoder att hantera detta.

### Böcker
- Phonephucker, Hydra förlag, 2007. (ISBN 9789197688543)
- Släpp snubbar – en feministisk självhjälpsbok, Vulkan media, 2019. (ISBN 9789189097001)
- Varför har man sex, Suhinina & Söner AB, 2021. (ISBN 9789152705551)
- Du med flera: en guide till polyamori, relationsanarki och annan flersamhet, Suhinina & Söner AB, 2022. (ISBN 9789152705582)
- Suhinina, Tanja; Bratt Rebecka, Bengtsson Anna-Sofia (2025). Sex, dejting och adhd: en handbok (Första utgåvan). Stockholm: Natur & kultur. ISBN 9789127466272

### Serier i fanzin
- Odåga X (i Mangaka)
- Mirakelflickan Mosesse